# Davy Arnaud
Davy Arnaud est un joueur international américain de soccer né le 22 juin 1980 à Nederland au Texas ayant évolué au poste de milieu offensif en MLS.

## Biographie

### En club
Avec West Texas A&M University, il joue en deuxième division de la NCAA mais est néanmoins repêché à la cinquantième place de la MLS SuperDraft 2002 par les Wizards de Kansas City. Il est fidèle à ce club jusqu'à ce qu'il soit transféré à l'Impact de Montréal, club d'expansion de la MLS en 2012.
Le 6 mars 2012, il est nommé le premier capitaine de l'histoire de l'Impact en Major League Soccer. Le 17 mars 2012, devant une foule record de 58 912 spectateurs pour un match de soccer joué au Stade olympique de Montréal, il marque le premier de l'histoire de l'Impact en saison régulière dans la MLS, avec à la clé un nul 1-1 contre le Fire de Chicago.
Après deux saisons en tant que capitaine de l'équipe montréalaise, il est transféré au D.C. United en l'échange d'une place pour un joueur international  d'une durée de deux années (2014 et 2015). Il annonce sa retraite sportive le 3 mars 2016 après quatorze saisons en professionnel.

### Carrière internationale
Il est sélectionné pour la première fois en sélection nationale à l'occasion d'un match amical contre le Brésil perdu 4 à 2, le 9 septembre 2007 à Chicago. Il participe à la Gold Cup 2009 où les États-Unis s'inclinent sèchement 5-0 en finale face au Mexique à New York.

## Buts internationaux
|    | Date            | Lieu                                     | Adversaire | Résultat | Compétition   |
| -- | --------------- | ---------------------------------------- | ---------- | -------- | ------------- |
| 1. | 11 juillet 2009 | Gillette Stadium, Foxborough, États-Unis | Haïti      | 2-2      | Gold Cup 2009 |

## Palmarès
- Lamar Hunt U.S. Open Cup :
  - Vainqueur : 2004 avec les Wizards de Kansas City
- Championnat canadien :
  - Vainqueur : 2013 avec l'Impact de Montréal

## Carrière
| Saison                | Club                   | Championnat           | Championnat | Championnat | Coupe(s) nationale(s) | Coupe(s) nationale(s) | Compétition(s) continentale(s) | Compétition(s) continentale(s) | Compétition(s) continentale(s) | Séries | Séries | Total | Total |
| Saison                | Club                   | Division              | M.          | B.          | M.                    | B.                    | Comp.                          | M.                             | B.                             | M.     | B.     | M.    | B.    |
| 2002                  | Wizards de Kansas City | MLS                   | 3           | 0           | 2                     | 0                     | CCC                            | 1                              | 0                              | -      | -      | 6     | 0     |
| 2003                  | Wizards de Kansas City | MLS                   | 18          | 3           | 1                     | 0                     | -                              | -                              | -                              | 3      | 0      | 22    | 3     |
| 2004                  | Wizards de Kansas City | MLS                   | 30          | 9           | 4                     | 3                     | -                              | -                              | -                              | 4      | 2      | 38    | 14    |
| 2005                  | Wizards de Kansas City | MLS                   | 31          | 5           | 2                     | 2                     | CCC                            | 2                              | 0                              | -      | -      | 35    | 7     |
| 2006                  | Wizards de Kansas City | MLS                   | 32          | 4           | 0                     | 0                     | -                              | -                              | -                              | -      | -      | 32    | 4     |
| 2007                  | Wizards de Kansas City | MLS                   | 28          | 4           | 1                     | 0                     | -                              | -                              | -                              | 3      | 1      | 32    | 5     |
| 2008                  | Wizards de Kansas City | MLS                   | 24          | 7           | 1                     | 0                     | -                              | -                              | -                              | 2      | 1      | 27    | 8     |
| 2009                  | Wizards de Kansas City | MLS                   | 25          | 5           | 0                     | 0                     | SL                             | 3                              | 0                              | -      | -      | 28    | 5     |
| 2010                  | Wizards de Kansas City | MLS                   | 27          | 6           | 0                     | 0                     | -                              | -                              | -                              | -      | -      | 27    | 6     |
| 2011                  | Sporting Kansas City   | MLS                   | 22          | 0           | 1                     | 0                     | -                              | -                              | -                              | 3      | 0      | 26    | 0     |
| 2012                  | Impact de Montréal     | MLS                   | 32          | 4           | 2                     | 0                     | -                              | -                              | -                              | -      | -      | 34    | 4     |
| 2013                  | Impact de Montréal     | MLS                   | 25          | 1           | 1                     | 0                     | LCC                            | 2                              | 0                              | -      | -      | 28    | 1     |
| 2014                  | D.C. United            | MLS                   | 31          | 2           | 0                     | 0                     | LCC                            | 0                              | 0                              | 2      | 0      | 33    | 2     |
| 2015                  | D.C. United            | MLS                   | 23          | 0           | 0                     | 0                     | LCC                            | 2                              | 0                              | -      | -      | 25    | 0     |
| Total sur la carrière | Total sur la carrière  | Total sur la carrière | 351         | 50          | 15                    | 5                     | -                              | 10                             | 0                              | 17     | 4      | 393   | 59    |